# Гребля на байдарках и каноэ на летних юношеских Олимпийских играх 2018
Соревнования по гребле на байдарках и каноэ на летних юношеских Олимпийских играх 2018 года пройдут с 12 по 16 октября в Пуэрто-Мадеро в Буэнос-Айресе, столицы Аргентины. Будут разыграны 4 комплекта наград: у юношей и девушек в одиночках на каноэ и на байдарках в спринте и слаломе. В соревнованиях, согласно правилам, смогут принять участие спортсмены рождённые с 1 января 2002 года по 31 декабря 2003 года.

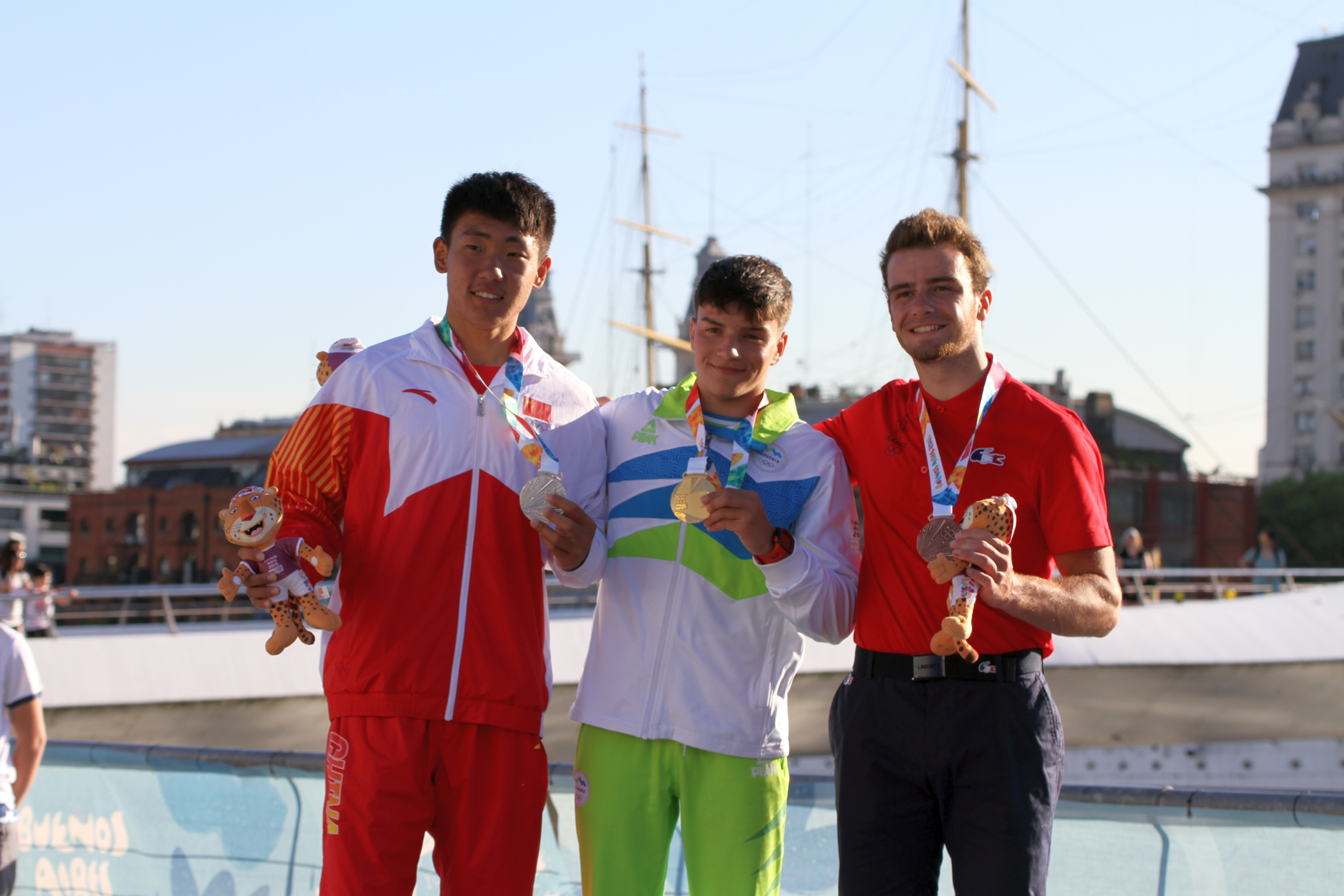

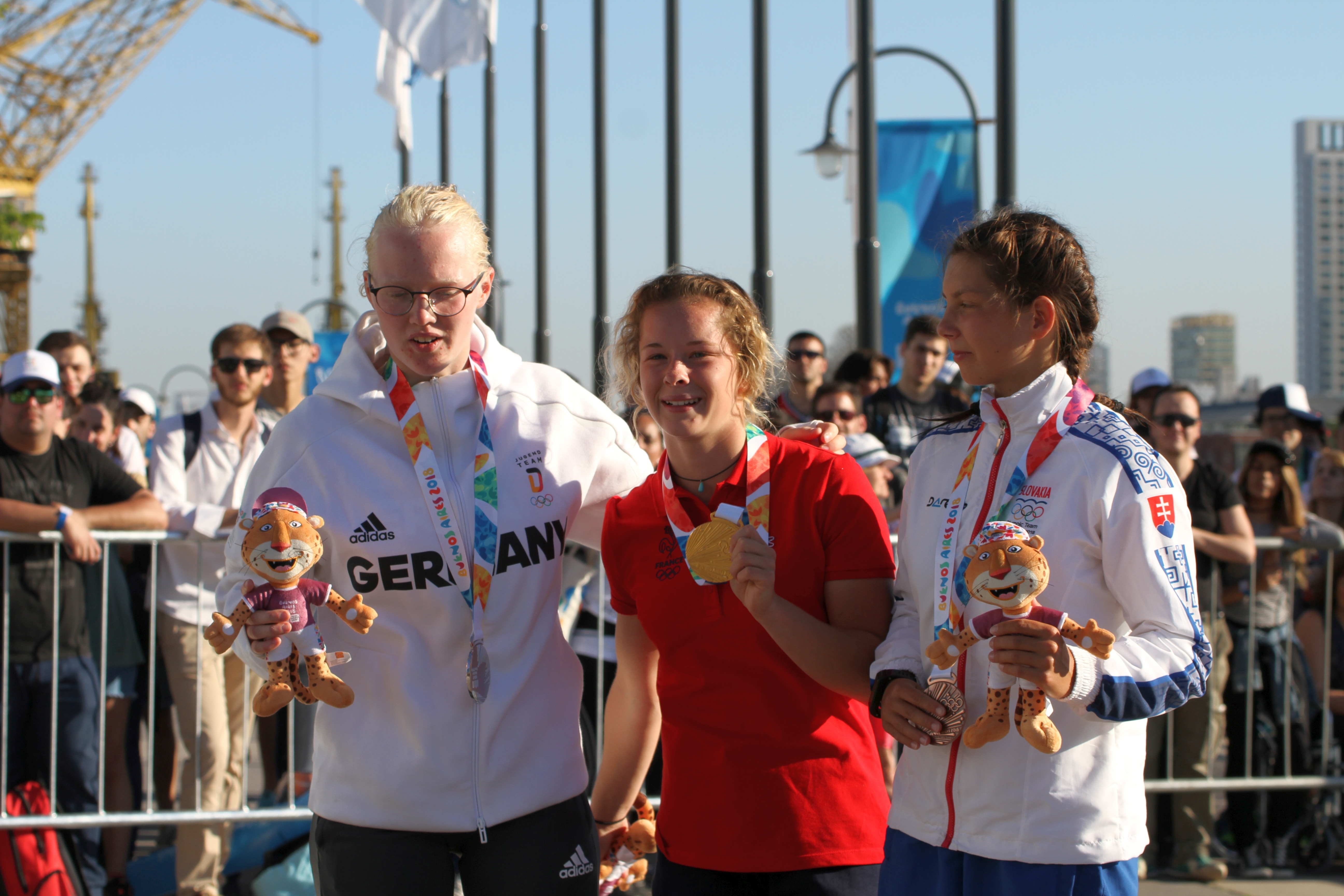

## История
Гребля на байдарках и каноэ является постоянным видом программы, который дебютировал на I летних юношеских Олимпийских играх в Сингапуре. 
На прошлых играх в 2014 году в гребле на байдарках и каноэ также разыгрывалось по четыре комплекта наград у юношей и у девушек. Программа соревнований не изменилась.

## Квалификация
Каждый Национальный олимпийский комитет (НОК) может участвовать не более чем в 4 дисциплинах, по 2 на каждый пол и по 1 на каждый тип лодки. 
58 мест были определены на Всемирном отборочном турнире юношеских Олимпийских игр 2018 года. Места были распределены по континентальным рейтинга; в общей сложности 14 каноэ (1 из Африки, 1 от Океании, 3 из США, 3 из Азии и 6 из Европы) и 15 байдарок (1 из Океании, 2-из Африки, 3 из США, 3 из Азии и из Европы 6) были распределены для каждого пола. 
Как хозяйка турнира, Аргентине дали две лодки, одна для каждого пола. Еще четыре лодки, два для каждого пола, были определены на трехсторонней комиссии.
Общее число спортсменов, которые выступят на соревнованиях, было определено Международным олимпийским комитетом и составило 964 человека (по 16 лодок каждого типа у юношей и девушек).

## Календарь
| ЦО | Церемония открытия | ● | Квалификации | 2 | Финалы соревнований | ЦЗ | Церемония закрытия |

| Октябрь                     | 06 Сб | 07 Вс | 08 Пн | 09 Вт | 10 Ср | 11 Чт | 12 Пт | 13 Сб | 14 Вс | 15 Пн | 16 Вт | 17 Ср | 18 Чт | Соревнования |
| --------------------------- | ----- | ----- | ----- | ----- | ----- | ----- | ----- | ----- | ----- | ----- | ----- | ----- | ----- | ------------ |
| Гребля на байдарках и каноэ | ●     |       |       |       |       |       | 2     | 2     |       | 2     | 2     |       | ●     | 8            |

## Медалисты
Сокращения: WYB — высшее мировое достижение среди юношей

## Медали

### Юноши
| Дисциплина                        | Золото | Золото | Серебро | Серебро | Бронза | Бронза |
| --------------------------------- | ------ | ------ | ------- | ------- | ------ | ------ |
| Юноши. Каноэ одиночки. Спринт.    |        |        |         |         |        |        |
| Юноши. Каноэ одиночки. Слалом.    |        |        |         |         |        |        |
| Юноши. Байдарка одиночки. Спринт. |        |        |         |         |        |        |
| Юноши. Байдарка одиночки. Слалом. |        |        |         |         |        |        |

### Девушки
| Дисциплина                          | Золото | Золото | Серебро | Серебро | Бронза | Бронза |
| ----------------------------------- | ------ | ------ | ------- | ------- | ------ | ------ |
| Девушки. Каноэ одиночки. Спринт.    |        |        |         |         |        |        |
| Девушки. Каноэ одиночки. Слалом.    |        |        |         |         |        |        |
| Девушки. Байдарка одиночки. Спринт  |        |        |         |         |        |        |
| Девушки. Байдарка одиночки. Слалом. |        |        |         |         |        |        |